# Champagne Problems (álbum de Inna)
Champagne Problems é o oitavo álbum de estúdio da cantora e compositora romena Inna. Foi lançado em duas partes, Champagne Problems #DQH1 e 
Champagne Problems #DQH2, que foram disponibilizadas para download digital e streaming pela Global Records em 7 de janeiro e 11 de março de 2022, respectivamente. 
As sessões de gravação ocorreram no final de 2021 para ambos os lançamentos e foram concluídas em 16 dias em uma mansão onde Inna residia com vários compositores e produtores romenos como Sebastian Barac, Marcel Botezan, David Ciente, Alexandru Cotoi, Minelli, Moa Pettersson Hammar e Gustav Nyström. 
O primeiro lançamento foi descrito como um disco principalmente dance-pop que engloba influências do pop latino e do reggaeton.

Inna fez um vlog sobre todo o progresso criativo do álbum por meio de seu canal oficial no YouTube. Os vídeos diários faziam parte da segunda temporada de sua 
série Dance Queen's House. Comercialmente, #DQH1 alcançou os números 72 e 81 na UK Album Downloads Chart e Germany Album Download Chart, respectivamente. 

## Antecedentes
Em 27 de novembro de 2020, Inna lançou seu sétimo álbum de estúdio, Heartbreaker. As gravações do álbum aconteceram durante um período de três semanas em uma mansão alugada em Bucareste, Romênia, 
onde Inna residiu com diversos compositores e produtores romenos. Ela documentou todo o progresso do álbum com vlogs diários em seu canal no YouTube - que constituiu a 
primeira temporada de sua série Dance Queen's House. A segunda temporada forneceu aos telespectadores o processo de criação do álbum Champagne Problems. As sessões de 
gravação começaram no final de 2021 e duraram 16 dias para serem concluídas.
Os vlogs da segunda temporada aconteceram de 6 a 21 de dezembro de 2021. No terceiro episódio, Inna revelou que havia gravado cerca de 20 músicas para o álbum Champange Problems. O episódio 
final, lançado em 21 de dezembro de 2021, forneceu aos espectadores um link para pré-encomendar o álbum. A primeira parte do álbum, apelidada de #DQH1,
foi lançada em janeiro de 2022 para download digital e streaming pela Global Records. Já a segunda parte, foi lançada em março do mesmo ano.

## Lista de faixas
| #DQH1          |                      |                                                                                        |                     |         |  |
| N.º            | Título               | Compositor(es)                                                                         | Produtor(es)        | Duração |  |
| 1.             | "Always on My Mind"  | Elena Alexandra Apostoleanu Sebastian Barac Marcel Botezan Alexandru Cotoi Jordan Shaw | Barac Botezan Cotoi | 2:44    |  |
| 2.             | "Champagne Problems" | Apostoleanu Barac Botezan Cotoi Shaw                                                   | Barac Botezan Cotoi | 2:46    |  |
| 3.             | "Lonely"             | Apostoleanu Barac Botezan Cotoi Minelli                                                | Barac Botezan       | 2:56    |  |
| 4.             | "Love Bizarre"       | Apostoleanu Barac Botezan Cotoi Minelli                                                | Barac Botezan Cotoi | 3:10    |  |
| 5.             | "Baby"               | Apostoleanu Barac Botezan Cotoi Minelli                                                | Barac Botezan Cotoi | 3:02    |  |
| 6.             | "Fire & Ice"         | Apostoleanu Barac Botezan Cotoi Minelli                                                | Barac Botezan Cotoi | 3:09    |  |
| 7.             | "Solo"               | Apostoleanu Barac Botezan Cotoi Minelli                                                | Barac Botezan Cotoi | 2:36    |  |
| 8.             | "Ready Set Go"       | Apostoleanu Barac Botezan Cotoi Moa Pettersson Hammar Gustav Nyström                   | Cotoi               | 2:35    |  |
| Duração total: | Duração total:       | Duração total:                                                                         | Duração total:      | 23:01   |  |

| #DQH2          |                     |                                                 |                     |         |  |
| N.º            | Título              | Compositor(es)                                  | Produtor(es)        | Duração |  |
| 1.             | "Cryo"              | Apostoleanu Barac Botezan Cotoi Nyström Minelli | Cotoi               | 2:38    |  |
| 2.             | "Millennium"        | Apostoleanu Barac Botezan Cotoi Nyström Minelli | Botezan             | 3:00    |  |
| 3.             | "Take Me Home"      | Apostoleanu Barac Botezan Cotoi Hammar          | Cotoi Barac         | 2:32    |  |
| 4.             | "Kumera"            | Apostoleanu Barac Botezan Cotoi Minelli         | Barac Botezan Cotoi | 2:47    |  |
| 5.             | "Oxygen"            | Apostoleanu Hammar Nyström Viky Red             | Red Alexandru Turcu | 2:52    |  |
| 6.             | "Karma"             | Apostoleanu Barac Botezan Cotoi Shaw            | Barac Botezan Cotoi | 2:47    |  |
| 7.             | "Breathless"        | Apostoleanu Barac Botezan Cotoi Shaw            | Barac Botezan Cotoi | 2:20    |  |
| 8.             | "Don't Let Me Down" | Apostoleanu Barac Botezan Cotoi Minelli         | Barac Botezan Cotoi | 2:31    |  |
| Duração total: | Duração total:      | Duração total:                                  | Duração total:      | 21:32   |  |

## Histórico de Lançamento
| Região | Data                  | Formato          | Gravadora      |
| ------ | --------------------- | ---------------- | -------------- |
| Várias | 17 de janeiro de 2022 | Download digital | Global Records |
| Várias | 11 de março de 2022   | Download digital | Global Records |